# NGC 3081
NGC 3081 est une galaxie lenticulaire entourée d'une anneau bien visible sur l'image. NGC 3081 est situé dans la constellation de l'Hydre. NGC 3081 a été découverte par l'astronome germano-britannique William Herschel en 1786. Cette galaxie a aussi été observée par l'astronome américain Lewis Swift le 11 avril 1898 et elle a été ajoutée l'Index Catalogue sous la cote IC 2529.

## Caractéristiques
NGC 3081 est une galaxie active de type Seyfert 2. Elle présente aussi une large raie HI.

### Distance
Sa vitesse par rapport au fond diffus cosmologique est de 2 731 ± 24 km/s, ce qui correspond à une distance de Hubble de 40,3 ± 2,8 Mpc (∼131 millions d'al).
À ce jour, six mesures non basées sur le décalage vers le rouge (redshift) donnent une distance de 25,300 ± 3,658 Mpc (∼82,5 millions d'al), ce qui est à l'extérieur de la distance de Hubble. Notons que c'est avec la valeur moyenne des mesures indépendantes, lorsqu'elles existent, que la base de données NASA/IPAC calcule le diamètre d'une galaxie et qu'en conséquence le diamètre de NGC 3081 pourrait être d'environ 49,6 kpc (∼162 000 al) si on utilisait la distance de Hubble pour le calculer. 

### Morphologie
NGC 3081 a été utilisée par Gérard de Vaucouleurs comme une galaxie de type morphologique (R1 R2')SAB(r)0/a dans son atlas des galaxies,. Dans la  bande K infrarouge, NGC 3081 présente une barre centrale de 10,5 secondes d'arc dont l'ellipticité maximale est de 0,43. L'angle de position de celle-ci est de 118°.

#### Un disque entourant le noyau
Grâce aux observations du télescope spatial Hubble, on a détecté un disque de formation d'étoiles autour du noyau de NGC 3081. La taille de son demi-grand axe est estimée à 1200 pc (~3915 années-lumière) à la distance estimée de cette galaxie.

## Trou noir supermassif
Une étude  réalisée en 2007  auprès de 90 galaxies de type Seyfert 2 utilisant la dispersion des vitesses a permis d'estimer la masse des trous noirs supermassifs centraux de celles-ci. Pour NGC 3081, la masse du trou noir est égale à 23 × 106 {\displaystyle M_{\odot }} (107,36).
Selon une autre étude publiée en 2009 et basée sur la vitesse interne de la galaxie mesurée par le télescope spatial Hubble, la masse du trou noir supermassif au centre de NGC 3081 serait comprise entre 8,5 et 34 millions de {\displaystyle M_{\odot }}.
Selon les auteurs d'un article publié en 2012, la connaissance de la masse d'un trou noir central et du taux d'accrétion par celui-ci permet d'estimer le taux de formation d'étoiles dans la région centrale des galaxies de type Seyfert. Ce taux pour NGC 3081 serait à l'intérieur et à l'extérieur d'un rayon de 1 kpc respectivement de 0,15 {\displaystyle M_{\odot }}/an  et de 0,31 {\displaystyle M_{\odot }}/an
.